# Wolfgang Bartels
Wolfgang Bartels, född den 14 juli 1940 i Bischofswiesen, död 6 februari 2007, var en tysk alpin skidåkare. 
Bartels blev olympisk bronsmedaljör i störtlopp vid vinterspelen 1964 i Innsbruck.